# سهام مصدق
سهام مصدق (20 مارس 1956 -) هي ممثلة تونسية، وزوجة الممثل صلاح مصدق.

## مسيرتها
اشتهرت بشخصية "نعيمة الكحلة" في مسلسل "الخطاب على الباب" في عامي 1996 - 1997 الذي لاقى نجاحاً كبيراً، تدهورت حالتها الصحية مرات عديدة، إلا أنها تظهر للاطمئنان علي الجمهور من حين لآخر، وقال الأطباء أنها تعاني من نزلات البرد الموسمية، بالإضافة إلى الحالة الصحية لخشونة الغضاريف.

## أعمالها[8]

### التلفزيون
- 1996-1997: الخطاب على الباب لصلاح الدين الصيد
- 2002: قمرة سيدي المحروس لصلاح الدين الصيد
- 2003: عند عزيز لصلاح الدين الصيد
- 2005: شوفلي حل (الموسم 1) لصلاح الدين الصيد
- 2009: سجن بريكة لبرهان بن حسونة
- 2012: باب الحارة 2100 لهيفاء عرعار
- 2013: علق الصباط لغازي الزغباني
- 2014: يقوي سعدك لأمير الماجولي
- 2015: أولاد مفيدة (الموسم 1) لسامي الفهري
- 2020: نوبة (الموسم 2) لعبد الحميد بوشناق

### السينما
- 1998: غدوة نحرق لمحمد بن إسماعيل
- 2006: خشخاش لسلمى بكار
- 2008: شطر محبة لكلثوم برناز

### المسرح
- 2015: برج الوصيف للشاذلي العرفاوي
- 2013: أنا وخويا لصلاح مصدق

## روابط خارجية
- سهام مصدق على موقع IMDb (الإنجليزية)
- سهام مصدق على موقع قاعدة بيانات الأفلام العربية
- سهام مصدق على موقع كينوبويسك (الروسية)